# Ghost Opera
Ghost Opera è l'ottavo album della band power metal statunitense Kamelot, uscito il 4 giugno 2007. L'opera è ispirata a Il fantasma dell'Opera di Gaston Leroux. Il cd è a metà tra power metal e progressive metal, ma presenta anche delle influenze symphonic metal, gothic metal ed elettroniche.
Nel 2008 esce Ghost Opera - The Second Coming, doppio disco, il primo contenente Ghost Opera con contenuti extra, il secondo contenente un concerto dal vivo registrato a Belgrado.

## Tracce

### Ghost Opera
1. Solitaire - 4:56
2. Rule The World - 3:50
3. Ghost Opera - 4:12
4. The Human Stain - 4:02
5. Blücher - 4:04
6. Love You to Death - 4:48
7. Up Through the Ashes - 4:59
8. Mourning Star - 4:31
9. Silence of the Darkness - 3:37
10. Anthem - 4:24
11. Eden Echo - 4:13
12. Pendulous Fall (limited edition bonustrack) - 3:56

### Ghost Opera - The Second Coming

#### Disco 1 - Ghost Opera
1. "Solitaire" – 1:00
2. "Rule the World" – 3:40
3. "Ghost Opera" – 4:06
4. "The Human Stain" – 4:01
5. "Blücher" – 4:03
6. "Love You to Death" – 5:13
7. "Up Through the Ashes" – 4:59
8. "Mourning Star" – 4:37
9. "Silence of the Darkness" – 3:43
10. "Anthem" – 4:24
11. "Eden Echo" – 4:13

#### Disco 2 - The Second Coming
1. "Solitaire [Live]" – 1:10
2. "Ghost Opera [Live]" – 4:06
3. "The Human Stain  [Live]" – 4:15
4. "Mourning Star [Live]" – 4:30
5. "When the Lights Are Down [Live]" – 4:03
6. "Abandoned [Live]" – 4:15
7. "The Haunting (Somewhere in Time) (feat. Simone Simons) [Live]" – 4:33
8. "Memento Mori [Live]" – 9:08
9. "Epilogue [Live]" – 2:27
10. "March of Mephisto [Live]" – 4:49
11. "Season's End" – 3:32
12. "Pendulous Fall" – 3:57
13. "Epilogue" – 2:46
14. "Rule the World [Remix]" – 4:22

## Formazione
- Roy Khan - voce
- Thomas Youngblood - chitarra
- Glenn Barry - basso
- Casey Grillo - batteria
- Oliver Palotai - tastiera
- Miro - orchestrazioni e tastiere
- Simone Simons - voce femminile in Blücher
- Amanda Somerville - voce femminile in Mourning Star, Love You to Death e Ghost Opera
- Sascha Paeth - chitarra
- Thomas Rettke - cori
- Robert Hunecke Rizzo - cori
- Cinzia Rizzo - cori

## Riconoscimenti
- Metal Storm Awards - Miglior album Power Metal  (2007)[1]